# Grace Elizabeth
Grace Elizabeth Harry Cabe Krause (Lake City, Florida; 18 de marzo de 1997) es una modelo estadounidense, conocida por ser ángel de Victoria's Secret desde 2019. 
Se hizo conocida a raíz de su aparición como chica "Guess" y por ser, en la actualidad, portavoz de la filial de Victoria's Secret, PINK. En la actualidad figura como una de las mejores modelos de la industria en Models.com.

## Carrera
Grace Elizabeth tenía dieciséis años cuando su madre mandó fotos suyas a Next Model Management en Miami. Firmó con ellos antes de ser elegida por Next en Nueva York. 
En 2015, empezó su carrera con campañas para Guess y Polo Ralph Lauren. 
En febrero de 2016, hizo su debut en la pasarela desfilando para Diane von Fürstenberg. Esa misma temporada, desfiló exclusivamente en París para Miu Miu. En junio de 2016, empezó a frecuentar las páginas de Vogue Estados Unidos.
En noviembre de 2016, hizo su debut en el Victoria's Secret Fashion Show y fue anunciada como portavoz de PINK. Repitió en el desfile anual de la marca en 2017. 
En julio de 2017, fue fotografiada por Steven Meisel para dos portadas de Vogue Italia. También ha aparecido en la portada de Vogue Rusia (abril de 2017 y abril de 2018), Vogue España (mayo de 2017), Vogue China (octubre de 2017), Vogue México (diciembre de 2017), Vogue Alemania (febrero de 2018), Vogue París (marzo de 2018) y Vogue Corea (junio de 2018). Su primera portada para V Magazine fue a principios de 2018, junto a Sam Smith. 
2017 fue el año en el que modeló para Chanel por primera vez. Cerró el evento primavera-verano 2018 como el de otoño 2018 en Hamburgo. Abrió la semana de la moda 2018 de la marca. Ese año, fue fotografiada por Karl Lagerfeld para la campaña de primavera de su marca.
Grace Elizabeth ha aparecido en campañas para Versace, Michael Kors, Max Mara, Hugo Boss, Carolina Herrera, Tory Burch, Zara, Net-a-porter, Topshop y Gap.
En mayo de 2018, fue anunciada como el nuevo rostro de Estée Lauder.
El 10 de abril de 2019 fue anunciada como ángel de Victoria's Secret.
Ha desfilado para diseñadores como Michael Kors, Alexander Wang, Tommy Hilfiger, Carolina Herrera, Ralph Lauren, Oscar de la Renta, Tory Burch, Dolce & Gabbana, Missoni, Alberta Ferretti, Max Mara, Fendi, Versace, Moschino, Bottega Veneta, Stella McCartney, Giambattista Valli, Lanvin, Isabel Marant, Elie Saab, Thierry Mugler, Balmain y Chanel.

## Vida personal
Mantiene una relación con el futbolista alemán Nicolas Krause, con el que se comprometió en septiembre de 2019. Se casaron el 19 de marzo de 2020.
El 6 de abril de 2021 anunció el nacimiento de su hijo Noah Krause-Cabe.